# Ekaterina Bolshova
Ekaterina Bolshova (en russe : Екатерина Сергеевна Большова, en français : Ekaterina Sergueïevna Bolchova), née le 4 février 1988 à Léningrad, est une athlète russe, spécialiste des épreuves combinées.

## Biographie
En début de saison 2012, Ekaterina Bolshova remporte le titre du pentathlon des Championnats de Russie en salle, à Moscou. Elle établit à cette occasion provisoirement la meilleure performance mondiale de l'année avec un total de 4 896 points, améliorant ses records personnels dans chaque épreuve.

### Palmarès
| Date | Compétition                    | Lieu     | Résultat | Épreuve    | Points |
| ---- | ------------------------------ | -------- | -------- | ---------- | ------ |
| 2012 | Championnats du monde en salle | Istanbul | 5e       | Pentathlon | 4 639  |
| 2012 | Championnats d'Europe          | Helsinki | 4e       | Heptathlon | 6 298  |

### Records
| Épreuve    | Performance | Lieu        | Date           |
| ---------- | ----------- | ----------- | -------------- |
| Heptathlon | 6 466 pts   | Tcheboksary | 3 juin 2012    |
| Pentathlon | 4 896 pts   | Moscou      | 7 février 2012 |